# St. Lambertus (Immerath)

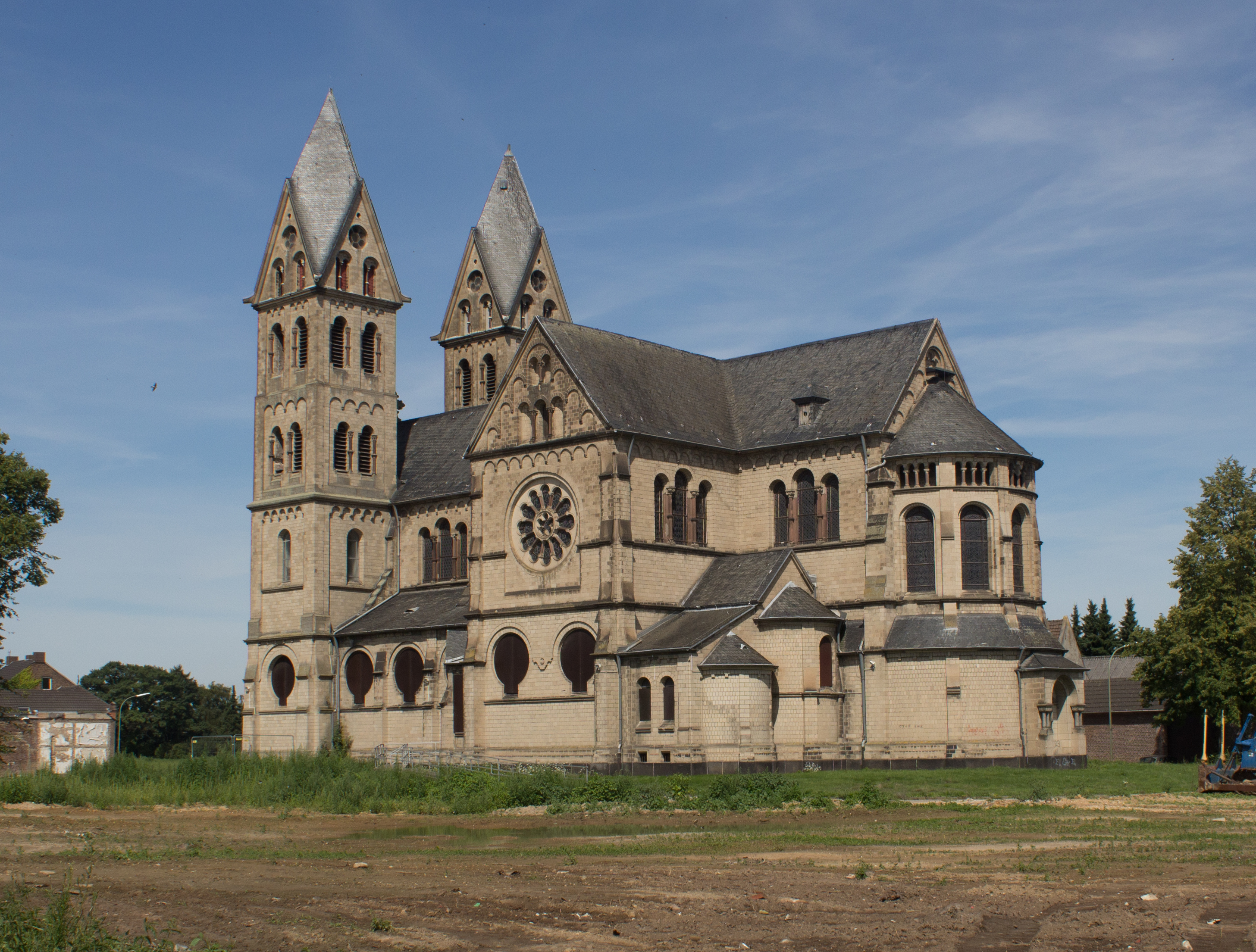
St. Lambertus (2017)

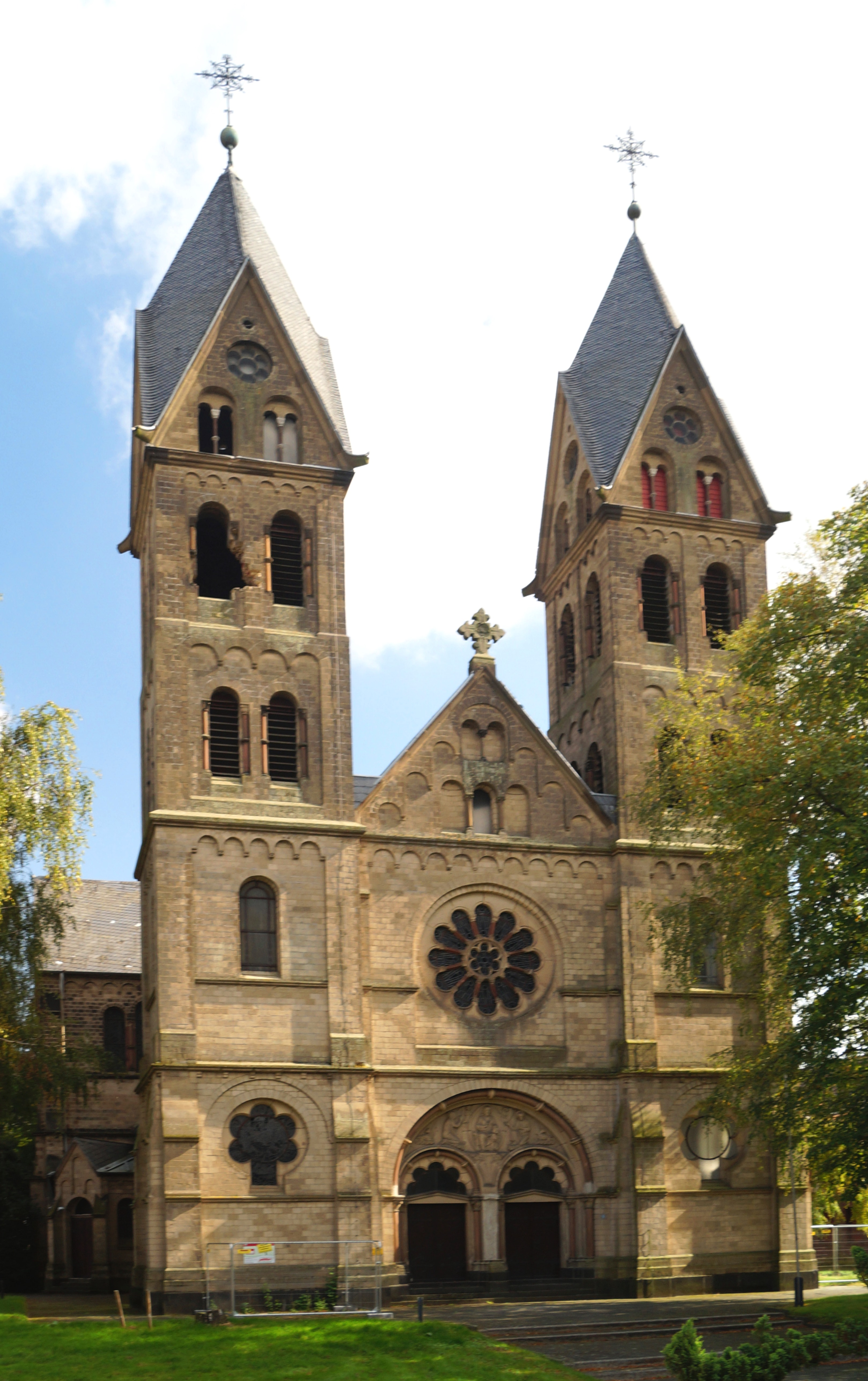
Westfassade, nach der Glockenentnahme

St. Lambertus war eine römisch-katholische Pfarrkirche im Ortsteil Immerath der Stadt Erkelenz in Nordrhein-Westfalen. Sie war dem Bistum Aachen zugeordnet. Kirchenpatron des 1890 fertiggestellten neoromanischen Sakralbaues war der heilige Lambert von Lüttich. Der Patronatstag der Kirche war der 18. September. Seit dem 14. Mai 1985 stand die Kirche als Baudenkmal unter Denkmalschutz, wurde aber trotz Protesten am 8. Januar 2018 zugunsten des Braunkohle-Tagebaues Garzweiler abgerissen. Sie war die einzige Kirche im Kreis Heinsberg mit einer Doppelturmfassade. Im Volksmund war das Bauwerk auch als Immerather Dom bekannt.

## Lage
Die Kirche lag fast direkt am Mittelpunkt im Dorf an der Stelle, an der die Rurstraße (von Westen kommend aus Holzweiler) über den Immerather Markt in die Pescher Straße (Richtung Osten nach Pesch) überging.
Der Friedhof befand sich zirka 450 Meter entfernt.

## Baugeschichte

### Vorgängerbau
Der wahrscheinlich erste Kirchenbau war eine einschiffige romanische Anlage aus dem 12. Jahrhundert. Sie wurde im 14. Jahrhundert zunächst durch zwei Seitenschiffe erweitert. Ein wenig später erfolgte die Anlage des Chores und des südlichen Seitenschiffes, des Pescher Chörchen, in dem die Kirchenbänke der Bewohner des Hauses Pesch untergebracht waren.

### Bau der Kirche

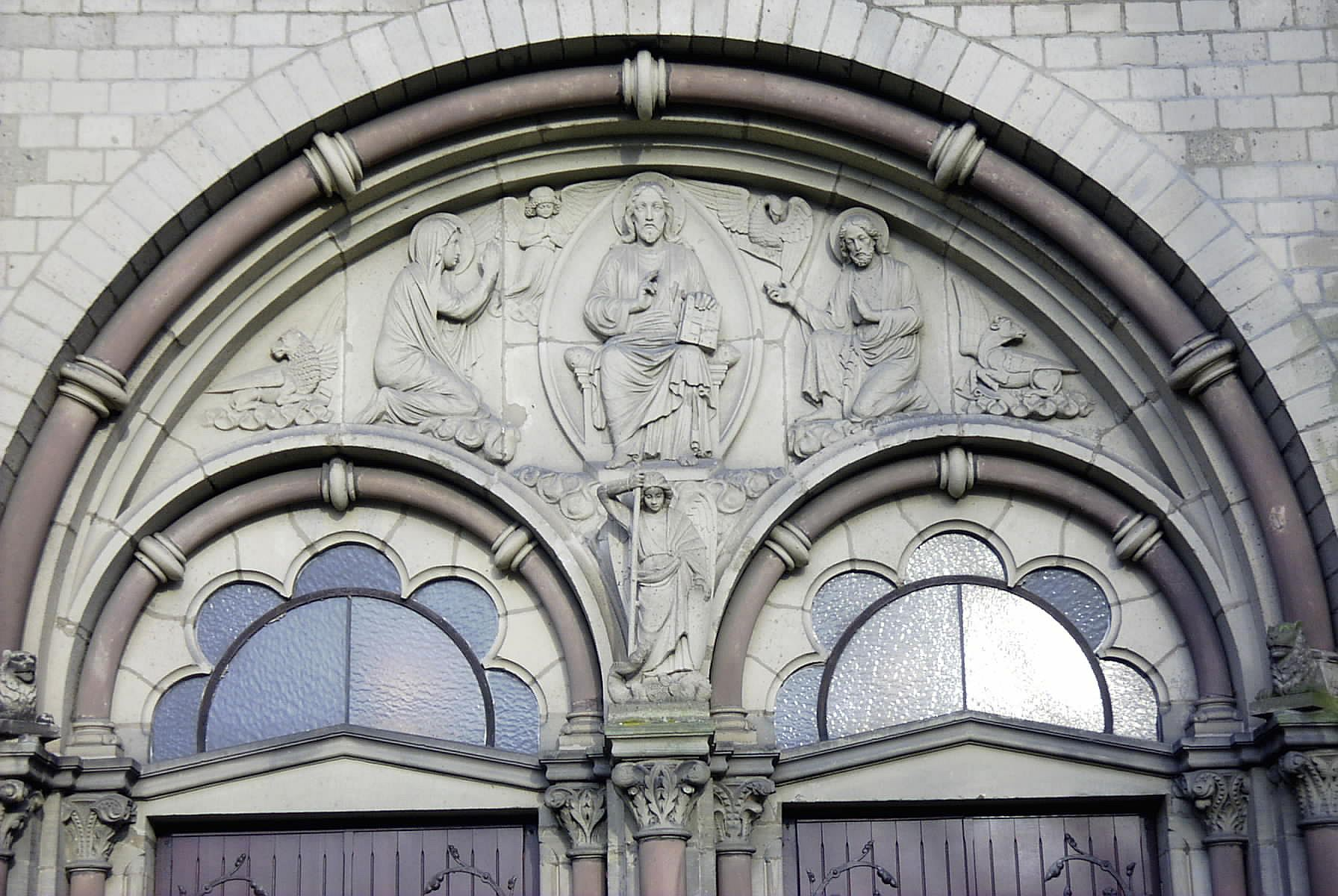
Tympanon

Aufgrund der Zunahme der Bevölkerung im 19. Jahrhundert entschied man sich 1886 zum Bau einer neuen Kirche. Der Kölner Architekt Erasmus Schüller (1861–1890) legte mehrere Entwürfe für einen neuen Kirchenbau vor. Verwirklicht wurde schließlich eine sich an der Formensprache des 12. Jahrhunderts orientierende neoromanische dreischiffige, tuffsteinverblendete Basilika rheinischer Prägung, mit Fünfapsidenschluss, Querhaus und Doppelturmfassade. Der Bauplan orientierte sich dabei vor allem an der Westfassade der Pfarrkirche Maria Himmelfahrt im knapp 110 km entfernten Andernach am Rhein, des Mariendoms.
Am 17. April 1888 begann der Abbruch der alten Kirche. Bereits am 2. September 1888 wurde der Grundstein der neuen Kirche gelegt, die zum großen Teil aus Spenden der Bürger finanziert wurde. Während der Bauarbeiten starb Erasmus Schüller. Der ebenfalls aus Köln stammende Architekt Theodor Roß übernahm ab 1890 die Bauleitung. Geweiht wurde die Kirche am 9. Juli 1891. Während des Zweiten Weltkriegs wurde die Kirche im Februar 1945 schwer beschädigt. In der Nachkriegszeit erfolgten umfassende Reparaturen und Renovierungen.
Der aufwändig gestaltete tuffsteinverblendete Sakralbau aus Ziegelmauerwerk wies eine fünfgeschossige Doppelturmfassade mit großem zwölfteiligen Rosenfenster und rheinischen Rhombenhelmen auf. Über dem Doppelportal der Turmfassade war im Tympanon die Parusie Jesu Christi zu sehen. Der segnende Christus mit dem Buch des Lebens in seiner Linken war als Pantokrator in einer Mandorla dargestellt und wurde flankiert von der Jungfrau Maria zu seiner Rechten und Johannes dem Täufer zu seiner Linken in anbetender bzw. deutender Haltung jeweils auf Wolkenbänken. Die sich an mittelalterlichen Endgerichtsdarstellungen orientierende Dreiergruppe wurde von den Reliefs der vier apokalyptischen Wesen umschwebt. Unterhalb der Christusdarstellung erhob sich ein Relief des Erzengels Michael, der den Satansdrachen mit einer Lanze besiegt.
Dem zweijochigen strebepfeilergestützten Mittelschiff waren im Sinne des gebundenen Systems vier Seitenschiffjoche zugeordnet. Die architektonische Gliederung des Inneren war außen durch Strebepfeilergliederung ablesbar. Die Seitenschiffe waren durch Schlüsselloch-Fächer-Fenster, die Obergaden durch Drillingsfenster beleuchtet. An das Langhaus schloss sich ein ausladendes Querhaus mit großen zwölfteiligen Rosenfenstern sowie doppelapsidialen Chorflankenkapellen an. Der Chorraum war einjochig und schloss mit einer fünffach durchfensterten Apsis mit Zwerggalerie und angedeutetem Apsisumgang. Das Innere war mit Kreuzrippen- und Kreuzgratgewölben überwölbt. Die Achse des Apsisumganges war außen durch einen steinernen Kruzifixus in einer neoromanischen Nische akzentuiert. Die Traufgesimse unterhalb der schiefergedeckten Dächer waren mit Bogenfriesen geschmückt.
Der Dehio schrieb in seiner Ausgabe von 2005:

„Aufgrund des guten Erhaltungszustands ein bemerkenswertes Beispiel für die Verbindung von Raumkonzeption und Ausstattung.“

### Profanierung und Abriss
Durch den Braunkohletagebau Garzweiler II werden bis 2045 etwa 5000 Menschen umgesiedelt, darunter auch die Ortschaft Immerath. Am 13. Oktober 2013 wurde die Kirche in einem feierlichen Gottesdienst entwidmet und das Ewige Licht gelöscht.
Am 21. Juni 2017 wurden durch Industriekletterer die beiden Turmkreuze geborgen. Im Dezember 2017 wurde ein in die Apsis eingearbeitetes steinernes Kruzifix in Einzelteilen aus der Wand gelöst und geborgen. Es wird an der Apsis der Kirche St. Franziskus in Bonn angebracht werden. In einem Noteinsatz der Forschungsstelle Glasmalerei des 20. Jahrhunderts aus Mönchengladbach, geleitet von Annette und Ernst Jansen-Winkeln jun., konnte in den letzten vier Tagen vor dem Abriss ein Teil der künstlerisch gestalteten Glasfenster gerettet werden.
Am Sonntag, dem 7. Januar 2018, nahmen rund 300 Menschen mit einer Mahnwache Abschied und zeigten lange Spruchbänder, um damit gegen den am nächsten Tag beginnenden Abriss des früheren Gotteshauses zu demonstrieren. Anschließend drangen einige Greenpeace-Aktivisten in die profanierte Kirche ein und besetzten sie.
Am darauffolgenden Montag wurde mit dem Abriss der Kirche begonnen, nachdem die Besetzer aus dem Gebäude geleitet worden waren. Am 9. Januar 2018 fielen die beiden Türme, die nach dem ersten Abrisstag noch stehen geblieben waren.
Ein Erhalt oder eine Translozierung (Versetzung) der Kirche wie etwa beim ähnlichen Fall der Heuersdorfer Emmauskirche wurde nicht erwogen.

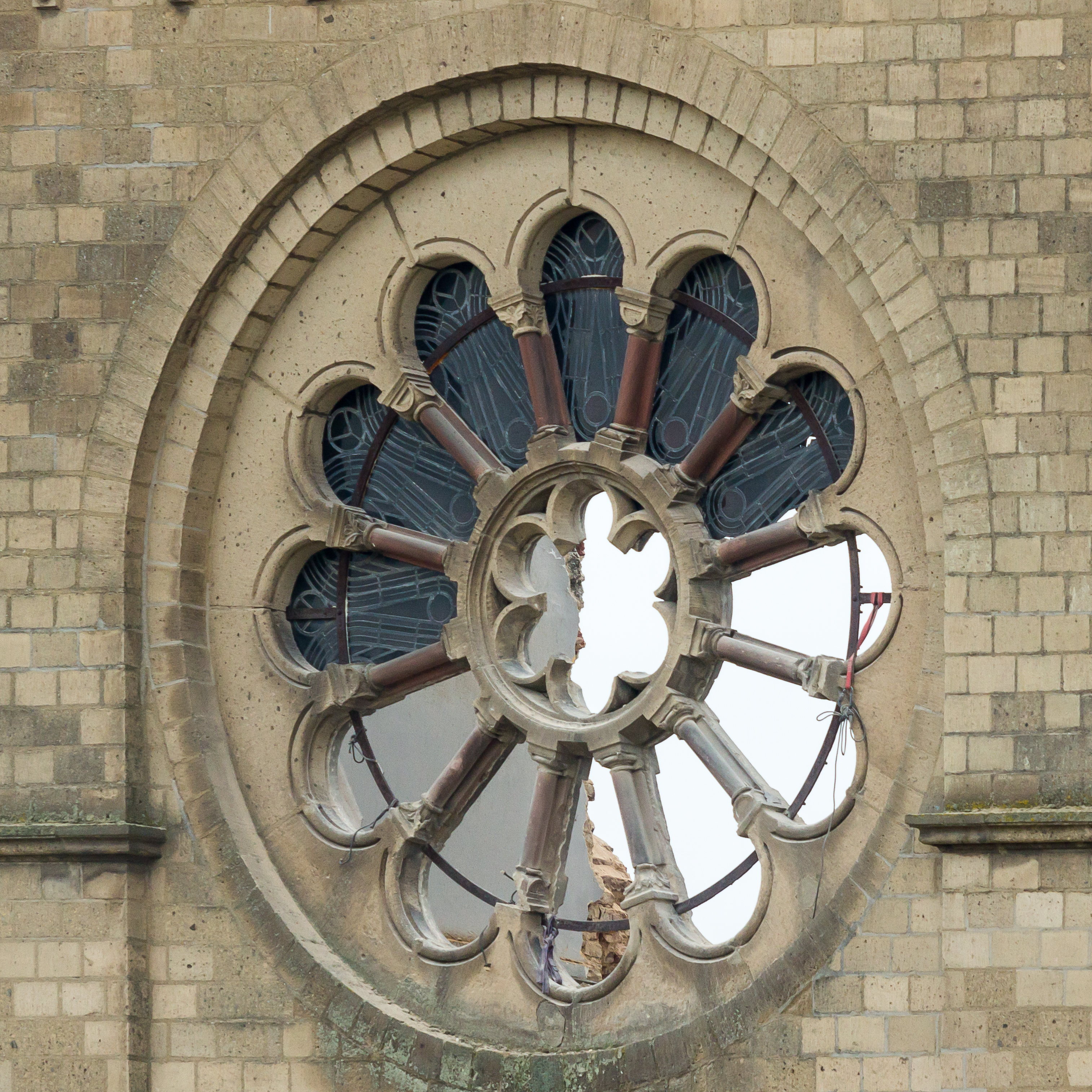
Teilweise ausgebautes Rosettenfenster der Orgelempore
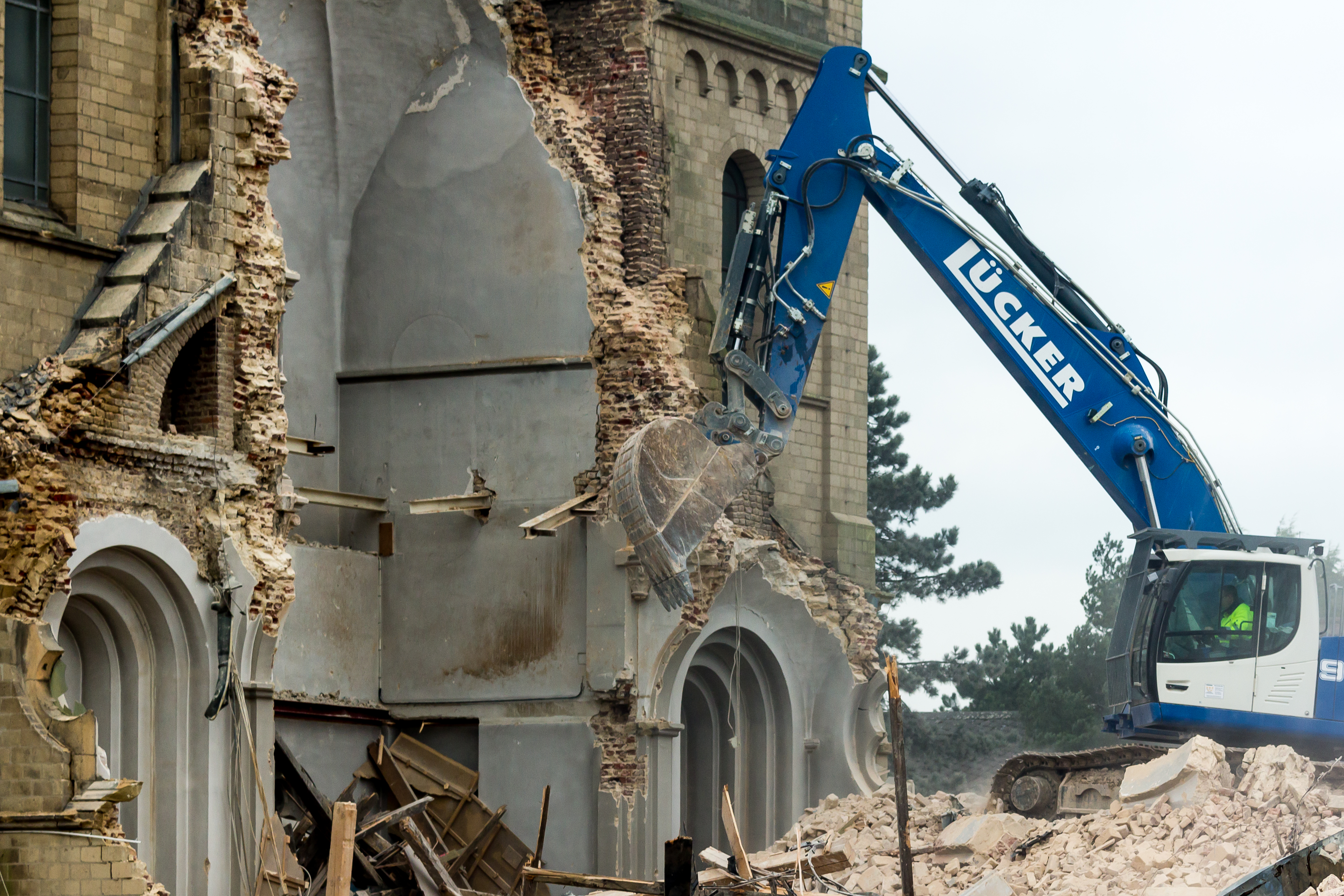
Abriss der Türme am 9. Januar 2018
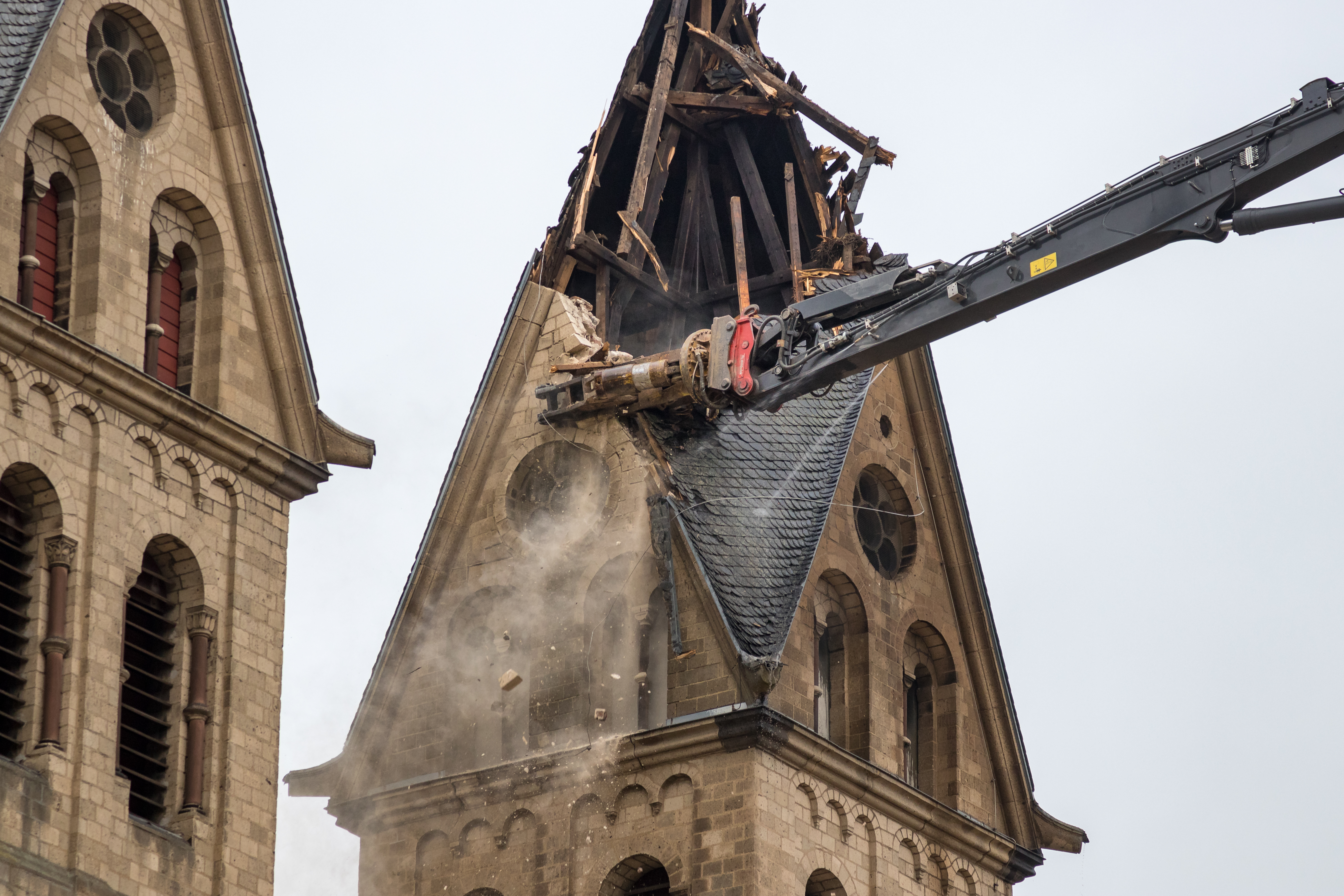
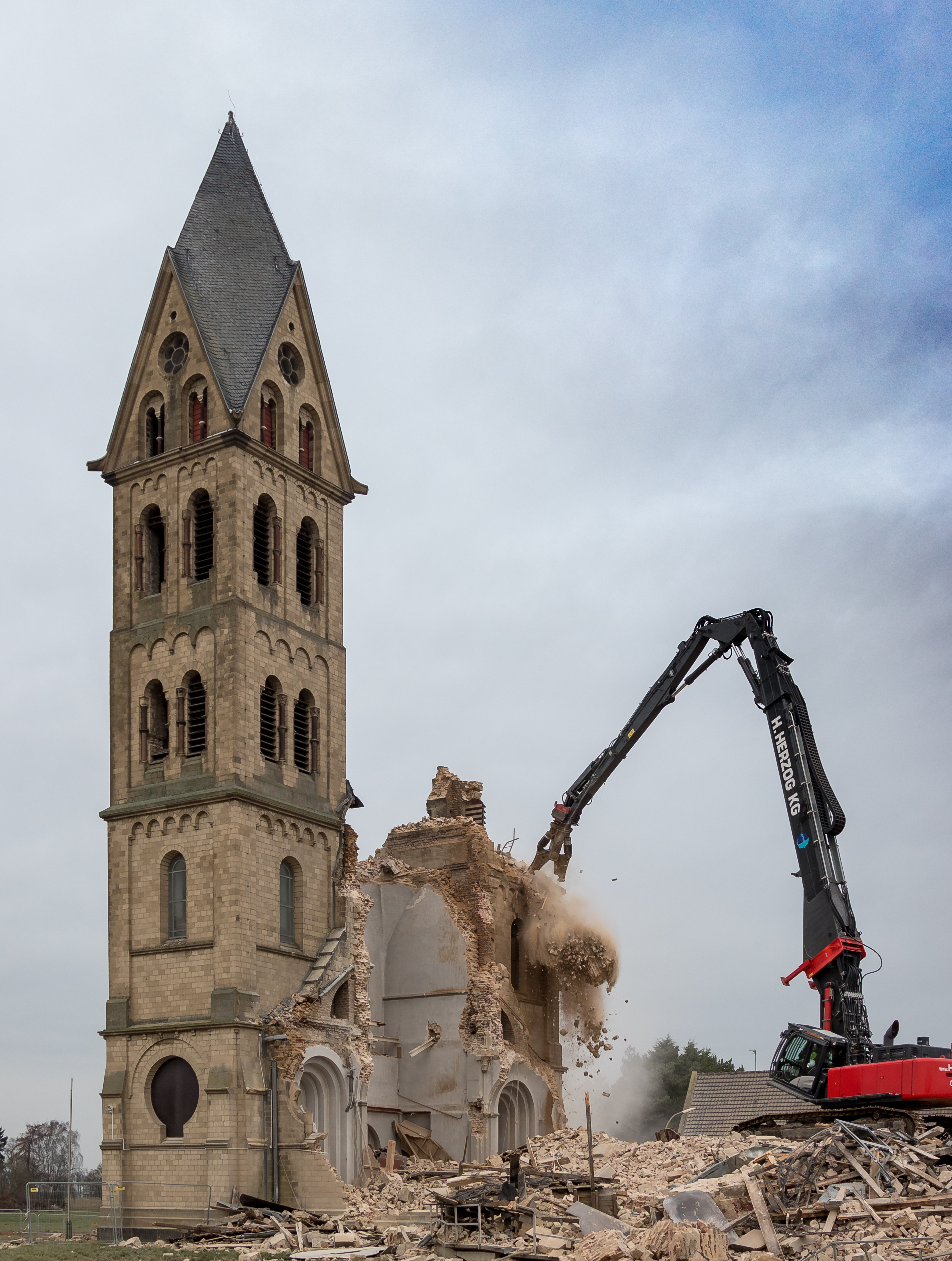

Der Kirchenabriss ermöglichte 2018 Grabungen durch den Landschaftsverband Rheinland und die Freilegung der Fundamente einer Vorgängerkirche.

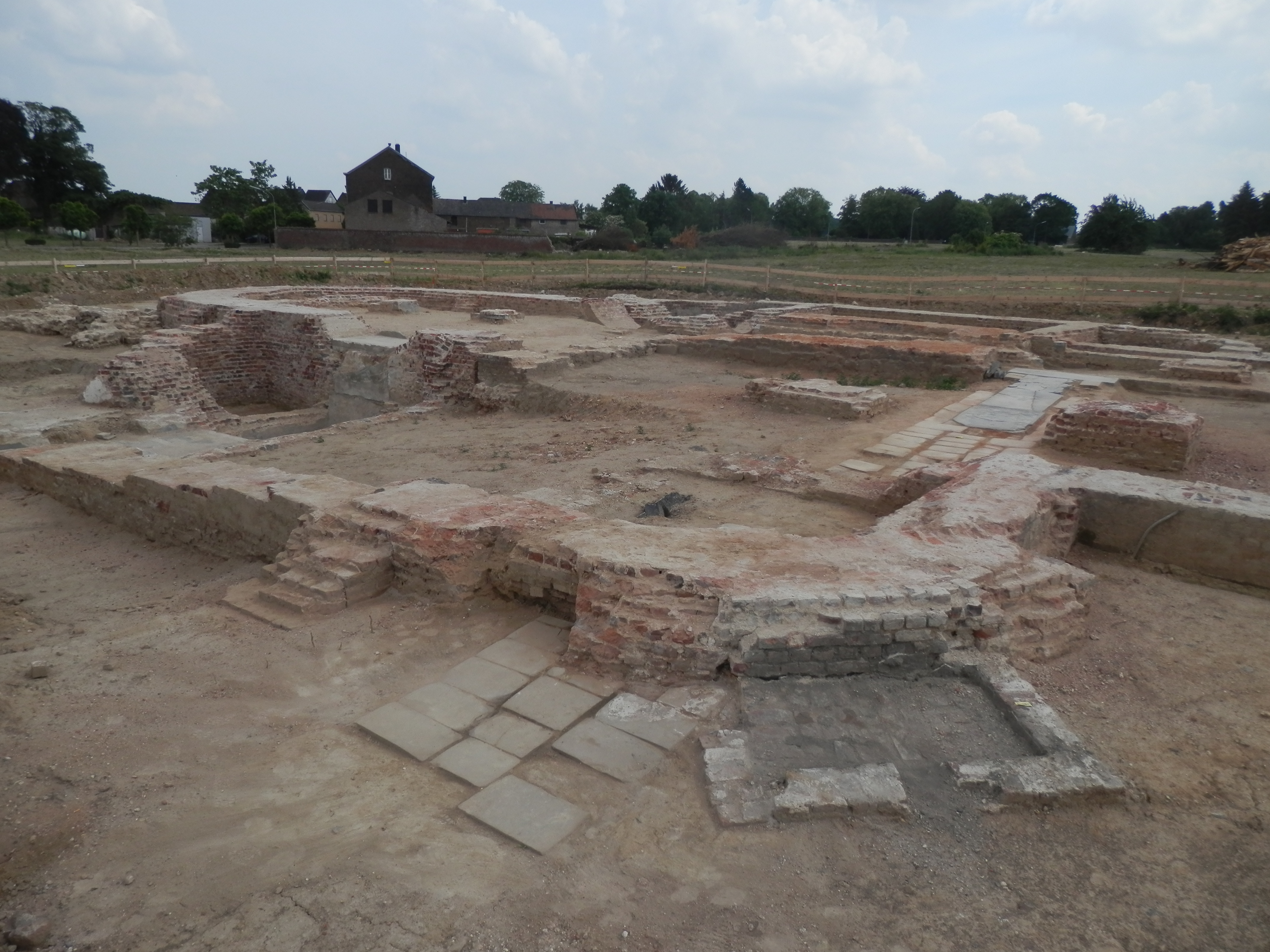
Ausgrabungen am früheren Standort der Kirche St. Lambertus

## Ausstattung
- Die Kirche besaß einen Hochaltar aus Stein (Manufaktur Henkelshoven & Woringer, 1891), einen nördlichen Marien- und einen südlichen Josefs-Altar. Auf dem Triumphbalken stand eine 1892 gefertigte, vier Meter hohe Kreuzigungsgruppe.
- Das 2,18 m große Holzkreuz der Kirche stammte aus dem frühen 15. Jahrhundert.
- Die 57 cm hohe Monstranz von 1662 wurde aus vergoldetem Silber gefertigt. Sie hat einen einfachen Fialenaufbau seitlich vom Zylinder und einem Strebesystem über der Kuppel. Auf dem Fuß aus späterer Zeit graviertes Ehewappen Weyerstrass und Roemer mit der Inschrift: JOHANN ARNOLD WEYERSTRASS, PFALZNEUBURGISCHER VOGT DES AMTS KASTER, und JOHANNA ROEMER, EHELEUT, D.D. ANNO 1662; 4. JUNY.[14]

### Orgel
Die Orgel mit 17 Registern und elektrischer Traktur aus dem Jahre 1893 wurde von der Orgelbauwerkstatt Gebrüder Müller aus Reifferscheid gebaut und im Jahre 1970 von Firma Karl Bach aus Aachen renoviert und erweitert.

## Ehemalige Glocken
Im Kirchturm befanden sich sechs Glocken aus den Jahren 1496, 1670 und 1955.
Die Glocken wurden am 29. und 30. Januar 2014 aus den beiden Türmen abgehängt. Die vier Bronzeglocken zogen mit nach Immerath (neu) um, während die beiden Stahlglocken des Bochumer Vereins verkauft wurden.
| Nr. | Name              | Durchmesser (mm) | Masse (kg, ca.) | Schlagton (HT-1⁄16) | Gießer                                               | Gussjahr | Inschrift |
| --- | ----------------- | ---------------- | --------------- | ------------------- | ---------------------------------------------------- | -------- | --- |
| 1   | Sebastianus       | 1.520            | 1.280           | d′ −2               | Bochumer Verein für Gußstahlfabrikation, Bochum      | 1955     | |
| 2   | Maria             | 1.270            | 770             | f′ −2               | Bochumer Verein für Gußstahlfabrikation, Bochum      | 1955     | |
| 3   | Jesus & Maria     | 1.010            | 620             | g′ +5               | Gregorius van Trier, Aachen                          | 1512     | JHESUS, MARIA HEISCHEN ICH, IN DIE ERE GOTZ LUIDEN ICH, DUEIFFELEN VON DER HELLEN VERDRIVEN ICH, ANNO DOMINI MCCCCCXII. |
| 4   | Lambertus         | 868              | 370             | a′ −1               | Gregorius van Trier, Aachen                          | 1496     | LAMBERTUS HEISCHEN ICH, IN DIE ERE GOTZ LUDEN ICH, GREGORIUS VAN TRIER GOUS MICH ANNO DOMINI MCCCCXCVI.                 |
| 5   | Johannes          | 770              | 280             | c" +1               | Wolfgang Hausen-Mabilon, Fa. Mabilon & Co., Saarburg | 1981     | |
| 6   | Nikolaus & Agatha | 593              | 120             | e" +6               | Peter van Trier, Aachen                              | 1670     | |

Motiv: Ad te levavi animam meam.
Die Glocken 3, 4, 5 und 6 befinden sich in der neuen Kapelle in Immerath (neu).

### Kirchenfenster

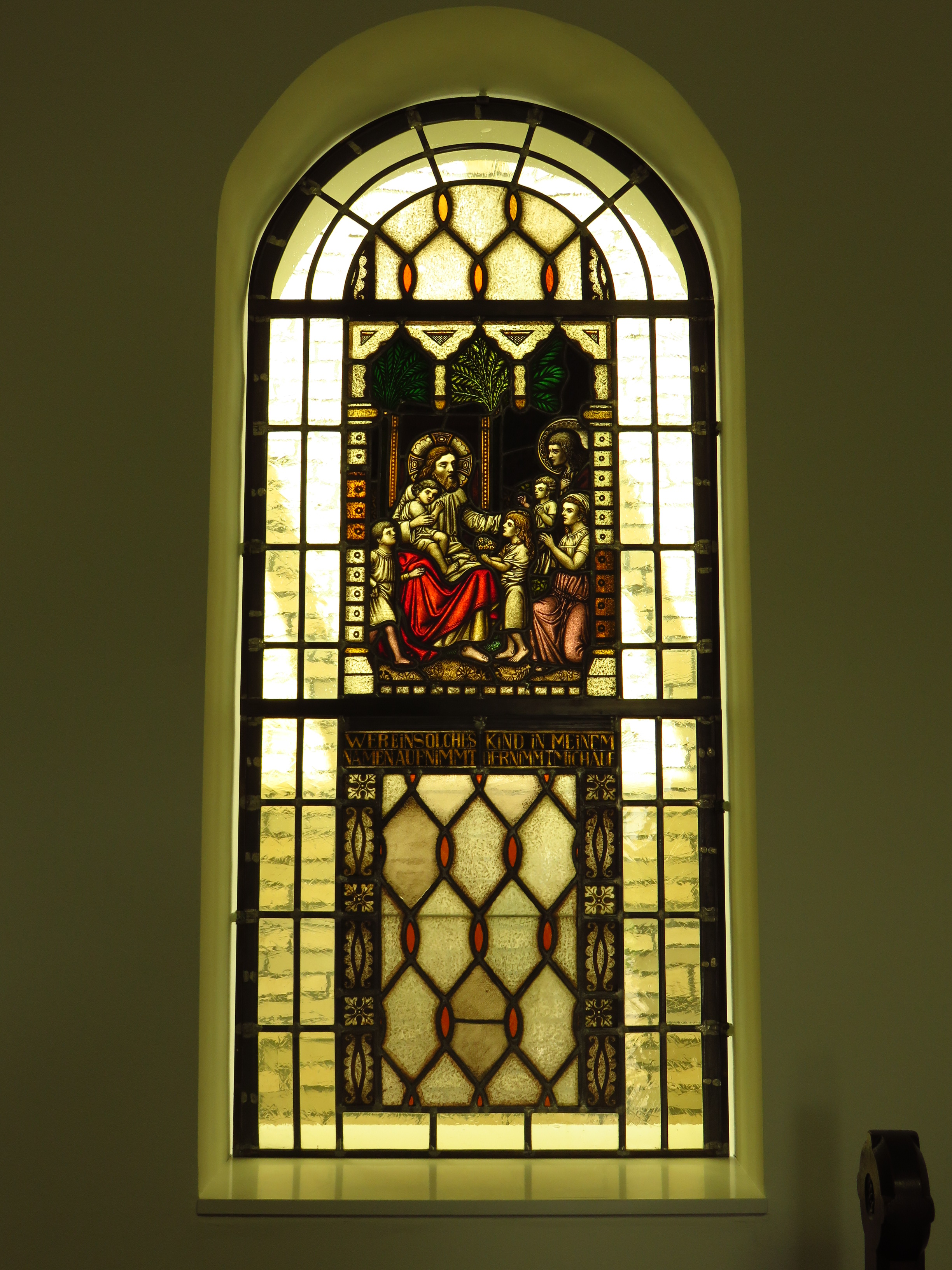
Jesus, der Kinderfreund. Glasmalerei Schneiders & Schmolz, Fenster in der Sakristei (1891), heute in der Taufkapelle von St. Lambertus in Immerath (neu)

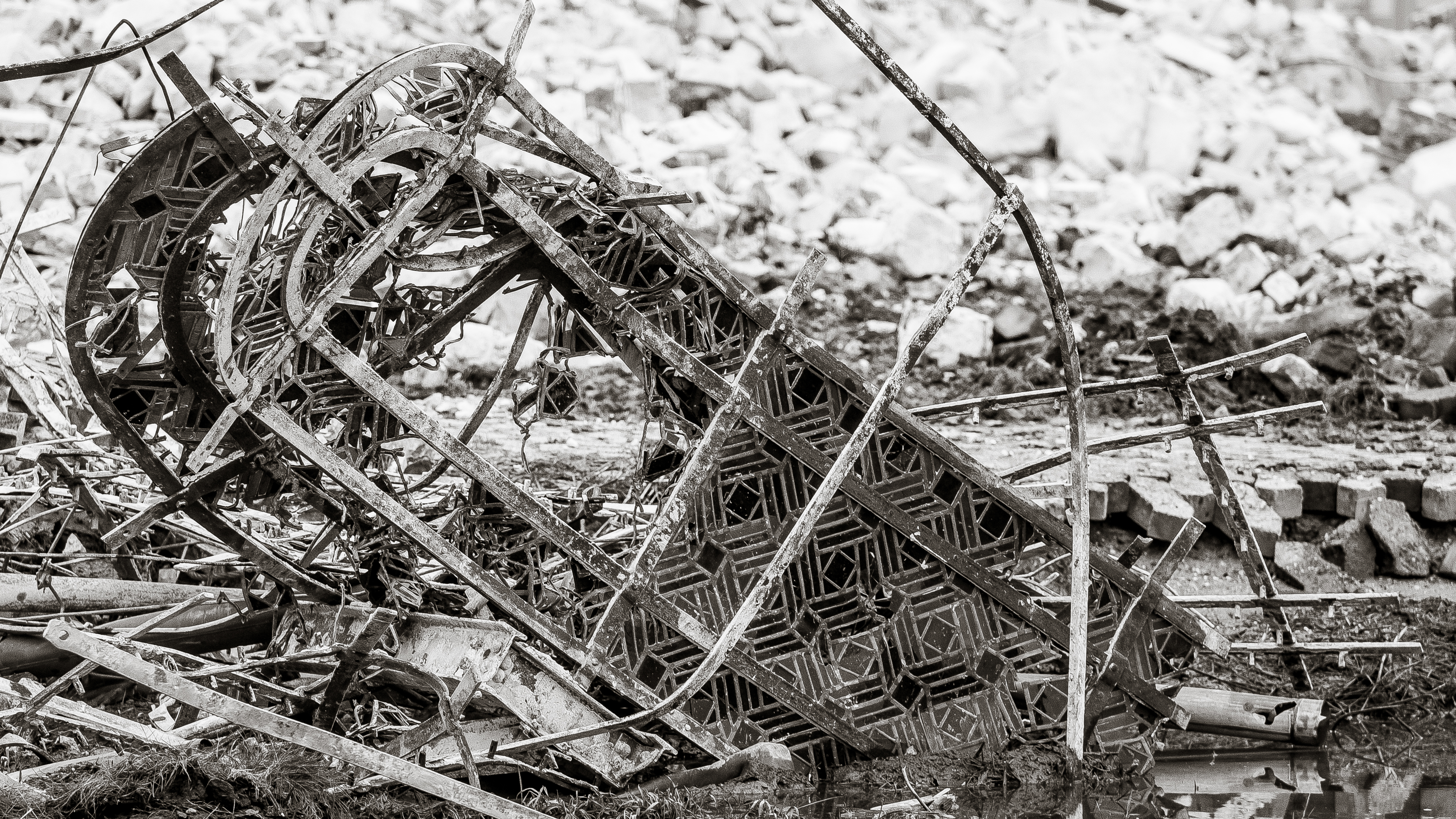
Zerstörtes Obergadenfenster

Die Kirche besaß ursprünglich eine Buntverglasung der Köln-Lindenthaler Kunstglasmalerei Schneiders & Schmolz. Neben Fenstern mit sogenannten Teppich- und Ornamentmustern führte die Manufaktur auch einige Figurenfenster aus, die vorwiegend im Chor, in den Seitenschiffen und in der Sakristei angebracht wurden. Den Obergaden zierten Fenster mit farbigen Teppichmustern.
Nach Kriegsschäden, die große Teile der Kirchenverglasung zerstörten, mussten die Fenster in den Jahren 1952 bis 1981 repariert und erneuert werden. Von der ursprünglichen Buntverglasung konnten lediglich sechs Fenster erhalten werden:
- Was ihr dem Geringsten meiner Brüder tut, das habt ihr mir getan, Fenster in der Sakristei
- Jesus der Kinderfreund, Fenster in der Sakristei
- Verkündigung an Maria, Fenster im Seiteneingang
- St. Anna mit Maria, Fenster im Seiteneingang
- Verlobung von Maria mit Joseph von Nazareth, Fenster im Seiteneingang
- Tod des heiligen Joseph, Fenster im Seiteneingang

Nach dem Krieg entschloss man sich, einen Teil der Buntverglasung notdürftig mit Klarglas und später durch moderne Kirchenfenster zu ersetzen. Ernst Jansen-Winkeln schuf 1952 die fünf großen Ornamentfenster im Chor und die beiden Glasmalereien (St. Nikolaus von Myra; St. Agatha von Catania) über den Seitenaltären. Im Jahr 1972 wurden die drei Rosettenfenster in den Querschiffen und über der Orgelempore nach Entwürfen von Anton Wolff gefertigt. 1975 und 1976 wurden zehn Klarglasfenster im Obergaden, die notdürftig nach dem Kriegsende eingesetzt worden waren, durch bunte Ornamentfenster ersetzt. Zu den jüngsten Arbeiten Anton Wolffs in dieser Kirche zählen die beiden runden Fenster in den Türmen (1978) und das Fenster Ein Engel bringt der hl. Barbara die Kommunion im Seitenschiff (1980/81). Von den insgesamt 40 Kirchenfenstern waren zum Zeitpunkt der Profanierung 29 Buntglasfenster vorhanden. Diese konnten wenige Tage vor dem Abriss durch eine Privatinitiative teilweise geborgen werden.
Die originalen Bleiglasfenster von Schneiders & Schmolz wurden im Kirchenneubau St. Lambertus in Immerath (neu) integriert. Der privaten Initiative Forschungsstelle Glasmalerei des 20. Jahrhunderts e. V. ist es zu verdanken, dass die fünf Chorfenster sowie St. Nikolaus von Myra von Ernst Jansen-Winkeln, die zwei Turmfenster, vier Obergadenfenstergruppen sowie das Seitenschifffenster Ein Engel bringt der hl. Barbara die Kommunion von Anton Wolff wenige Tage vor Abriss der Kirche ausgebaut und im Depot des Vereins eingelagert wurden. Von den 1972 angefertigten Rosettenfenstern über der Orgelempore und eines Querschiffs konnten nur Teile geborgen werden. Die anderen Teile wurden ebenso wie acht Buntglasfenster – davon sechs Obergadenfenstergruppen, ein Rosettenfenster aus dem Querschiff und das Fenster über dem Seitenaltar St. Agatha von Catania von Ernst Jansen-Winkeln – beim Abriss der Kirche zerstört.

## Pfarrer
Folgende Priester wirkten bis zur Auflösung der Pfarre 2010 als Pfarrer an St. Lambertus:
- 1928–1940: Andreas Sentis
- 1940–1953: Karl Schuhmacher
- 1953–1965: Andreas Josef Dominick
- 1965–1989: Christian Robens
- 1989–2004: Josef Jansen
- 2004–2010: Günter Salentin